# Avrainvillea erecta
Espèce
Avrainvillea erecta est une espèce d'algues vertes de la famille des Udoteaceae (ou des Dichotomosiphonaceae, selon AlgaeBASE).